# 上海松糕
上海松糕是一种上海小吃，它由大米做成的粉末、糖和水製成，松糕中還會嵌有直径约1英寸（25）的红豆。此外還有紅豆沙馅的松糕。宋美齡很喜欢吃松糕，並且還讓圓山大飯店提供這種小吃。松糕也是上海市浦东新区高橋鎮的四大糕點之一。